# Aérocentre
Aérocentre är ett näringslivskluster i  Centre-Val de Loire, Frankrike..
Det är specialiserat på flyg- och rymdteknik. Det omfattar 321 företag och 20 000 anställda.
Dess partners är :
- Agence régionale pour l'innovation, innovationsmyndighet
- Groupe Banque Populaire, investmentbank
- Airemploi
- Centre des études supérieures industrielles, tekniskt universitet
- Électricité de France
- Institut polytechnique des sciences avancées, luftfartsuniversitet[4]